# Anacroneuria boliviensis
Anacroneuria boliviensis är en bäcksländeart som först beskrevs av Günther Enderlein 1909.  Anacroneuria boliviensis ingår i släktet Anacroneuria och familjen jättebäcksländor. Inga underarter finns listade i Catalogue of Life.